# 小行星578
小行星578（578 Happelia）是一颗围绕太阳公转的小行星。1905年11月1日，馬克斯·沃夫在海德堡描述了此天体。
該小行星以对海德堡王座山天文台的装饰做出突出贡献的德国画家卡爾·哈佩爾（Carl Happel）命名。
这颗小行星的绝对星等为9.4等。

## 相关條目
- 小行星列表/10001-11000

## 外部連結
- Asteroid Lightcurve Database (LCDB) （页面存档备份，存于）, query form (info （页面存档备份，存于）)
- Dictionary of Minor Planet Names, Google books
- Discovery Circumstances: Numbered Minor Planets (10001)-(15000) （页面存档备份，存于） – Minor Planet Center
- 小行星578 at AstDyS-2, Asteroids—Dynamic Site
  - Ephemeris · Observation prediction · Orbital info · Proper elements · Observational info
- NASA JPL小天體瀏覽器上的小行星578

| 前一小行星： 小行星577 | 小行星列表 | 後一小行星： 小行星579 |